# Victoria Braier
Victoria Braier (San Miguel de Tucumán, Argentina, 11 de enero de 1986) más conocida como Vicky Braier o simplemente Juariu, es una Diseñadora gráfica y periodista de espectáculos argentina. Se hizo popularmente conocida por su participación en el panel de Intrusos en el espectáculo conducido por Jorge Rial y Bendita conducido por Beto Casella, por publicar información sobre la vida personal y profesional de diversas figuras públicas. Su trabajo implica investigar y recopilar datos que a menudo no son de conocimiento común, presentándolos de manera accesible para sus seguidores.

## Vida Personal
Victoria Brier nació el 10 de enero de 1986 en San Miguel de Tucumán. Es hija de Marcelo, quien falleció en 2007, y de Mónica. Tiene una hermana llamada Laura. En 2016, fue diagnosticada con cáncer de mama y ha superado esta enfermedad. Desde 2018, está casada con Gustavo Esquenazi, a quien conoció en el jardín de infantes y se convirtió en pareja en 2009, después de un viaje a Nueva Zelanda. Actualmente, es madre de un hijo, llamado Manuel y anunció la noticia en el programa Cortá por Lozano.

## Carrera profesional
Victoria Braier llegó a Buenos Aires en 2018, con el objetivo de ingresar en el mundo del entretenimiento argentino. Comenzó trabajando como directora de arte para una agencia de noticias. Estudió Ciencias de la Comunicación en la Universidad Nacional de Tucumán.
También cuenta con una licenciatura en Diseño Gráfico en la Universidad del Norte Santo Tomas de Aquino y un Posgrado Internacional de Gestión y Política en Cultura y Comunicación de la Facultad Latinoamericana de Ciencias Sociales.
Luego de la invitación de Jorge Rial en 2019 para hacer una columna humorística en su programa Intrusos en el espectáculo por América TV, Braier comenzó a investigar y compartir información sobre celebridades.
Con el tiempo, Braier fue obteniendo presencia en el mundo del espectáculo y en 2021 se unió al staff de Bendita en Canal 9, conducido por Beto Casella. Su renuncia al programa, fue comentada por el conductor y sus compañeros, quienes mencionaron que no fue comunicada con antelación.
En 2021, participó de programas de entretenimientos como MasterChef Celebrity en Telefé conducido por Santiago Del Moro, obteniendo el tercer puesto y siendo semifinalista de la tercera temporada.
En 2022 formó parte del staff de Nadie Nos Para por Rock & Pop.
También se unió al staff de panelistas de Cortá por Lozano en Telefé conducido por Verónica Lozano  tras la renuncia de Belu Lucius, donde actualmente desempeña labores informando sobre el mundo del espectáculo, generando diversas reacciones entre celebridades y el público.
A finales de 2022, renunció al programa radial de Casella, para integrarse al streaming de Gran Hermano 2022 en Telefé  como host digital junto a Diego Poggi.
Su salida del programa de Telefé no fue en buenos términos. Braier criticó a una participante y el público no estuvo de acuerdo con su actitud. La producción decidió reemplazarla y Braier afirmó que no continuaría debido a otros proyectos.

## Concienciación sobre el cáncer de mama
Braier ha superado un cáncer de mama diagnosticado en diciembre de 2016 y extirpado el 3 de enero de 2017. Desde entonces, alienta a las personas que han padecido la enfermedad a someterse a chequeos anuales para su prevención.

## Redes sociales e impacto en la sociedad
Braier ha generado noticias en el mundo del espectáculo, revelando infidelidades y separaciones de celebridades antes que periodistas con amplia experiencia. Un ejemplo notable es el caso de Wanda Nara y Mauro Icardi, en el cual Braier dio a conocer la infidelidad de Icardi con María Eugenia Suárez a través de una red social, lo que fue ampliamente difundido por los portales de noticias del espectáculo. Su trabajo ha influido en la forma en que el público consume noticias sobre celebridades, fomentando un mayor interés y seguimiento de la vida personal de los famosos.
También ha sido bloqueada en redes sociales por celebridades como Ivana Nadal, Luli Fernández, El Polaco. Además, ha recibido críticas de Claudia Villafañe por las publicaciones que realizó en su red social sobre sus hijas.

## Trayectoria

### Televisión
| Año           | Programa                                    | Canal      | Rol          | Notas                             |
| ------------- | ------------------------------------------- | ---------- | ------------ | --------------------------------- |
| 2019          | Intrusos                                    | América TV | Columnista   | Segmento: Upiteando a los famosos |
| 2021          | Bendita                                     | elnueve    | Panelista    |                                   |
| 2021–2022     | MasterChef Celebrity Argentina              | Telefé     | Participante | 3.ª finalista (Temporada 3)       |
| 2022          | Masterchef Celebrity Argentina: La Revancha | Telefé     | Participante | 3.ª finalista                     |
| 2022–presente | Cortá por Lozano                            | Telefé     | Panelista    |                                   |
| 2022–2023     | Gran Hermano: la noche de los ex            | Telefé     | Panelista    | Temporada 10                      |

### Streaming
| Año       | Programa                            | Ciclo            | Plataforma | Notas |
| --------- | ----------------------------------- | ---------------- | ---------- | ----- |
| 2022–2023 | Pluto TV presenta: Espiando la casa | Twitch y YouTube | Host       |       |
| 2024      | Rumis                               | YouTube La Casa  | Panelista  |       |

### Radio
| Año  | Programa       | Emisora    | Rol        | Notas |
| ---- | -------------- | ---------- | ---------- | ----- |
| 2022 | Nadie nos para | Rock & Pop | Columnista |       |